# Moby Magic
Die Moby Magic war ein Fährschiff der italienischen Moby Lines, das 1975 als J. J. Sister für die spanische Compania Trasmediterranea in Dienst gestellt wurde. Nach einer Havarie im September 2003 lag das Schiff zwei Jahre lang in den Häfen von Neapel und Genua, ehe es im Dezember 2005 in der Türkei abgewrackt wurde.

## Geschichte

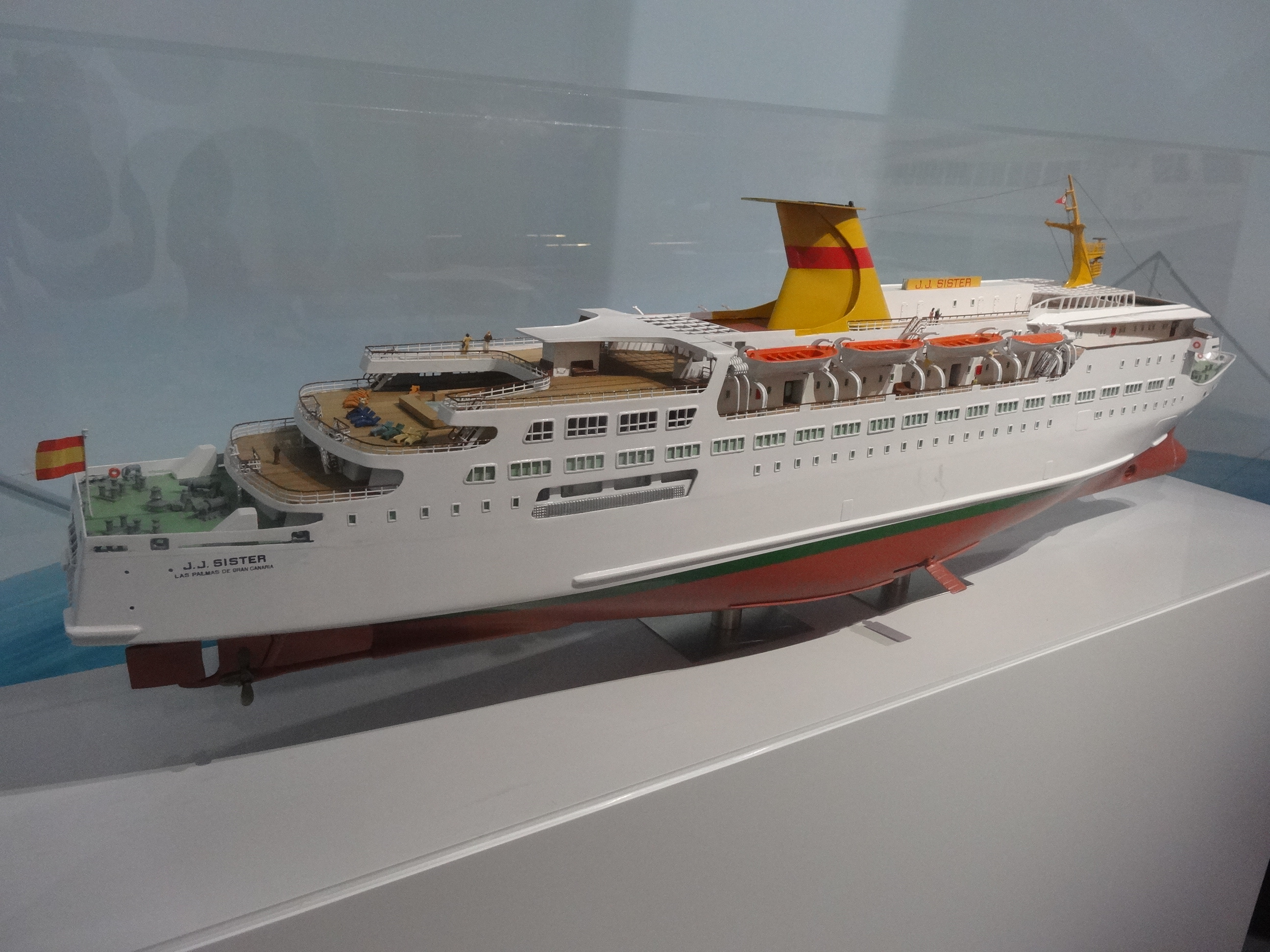
Modell der J. J. Sister

Die J. J. Sister wurde im September 1971 bestellt und unter der Baunummer 127 bei Union Naval de Levante S.A. in Valencia gebaut. Nach der Übernahme durch die Compania Trasmediterranea am 13. September 1975 wurde das Schiff auf der Strecke von Barcelona zu den Kanaren in Dienst gestellt.
Im September 1985 wurde die J. J. Sister für eine Studentenreise nach Südamerika mit der Bezeichnung Adventure 92 gechartert. Die Reise führte das Schiff von Las Palmas de Gran Canaria über Santa Cruz de Tenerife nach San Salvador, Havanna und Puerto Plata bis nach Santo Domingo. Am 1. November 1985 kehrte die J. J. Sister in den herkömmlichen Liniendienst zurück. Die Studentenfahrt stellte sich als sehr erfolgreich heraus, so dass das Schiff bis 1993 jedes Jahr im September für Reisen nach Südamerika verchartert wurde.
Im Dezember 1993 charterte die Corona Line die J. J. Sister und benannte sie im Februar 1994 in Balanga Sister um. Das nun in Panama registrierte Schiff wurde fortan zwischen Karlskrona und Danzig eingesetzt. Noch im selben Monat wurde der Balanga Sister jedoch wegen technischer Mängel die Klasse entzogen, weshalb sie ausgemustert wurde. Nachdem die Corona Line im März 1995 Insolvenz anmelden musste, kehrte das Schiff wieder unter seinem alten Namen J. J. Sister nach Spanien zurück und wurde in Barcelona aufgelegt.
Im Oktober 1995 wurde die J. J. Sister von der Topas Maritime Lines gechartert und zwischen verschiedenen Häfen in Italien, Griechenland und der Türkei eingesetzt. Ab Februar 1996 lief das Schiff wieder unter spanischer Flagge, ehe es ab April 1996 auf der Strecke von Málaga über Melilla nach Almería eingesetzt wurde.
Im Februar 1997 ging die J. J. Sister in den Besitz der italienischen Moby Lines über, die sie in Moby Magic umbenannten. Das nun in Portugal registrierte Schiff wurde ab Mai 1997 zwischen Genua nach Bastia eingesetzt. 1998 wurde die Moby Magic in Italien registriert und fortan von ihrem neuen Heimathafen Olbia aus nach Livorno eingesetzt.
Am 11. September 2003 lief die Moby Magic auf einer weiteren Überfahrt von Livorno nach Olbia sieben Kilometer vor der Küste durch einen Navigationsfehler auf einen Unterwasserfelsen und bekam Schlagseite. Sämtliche Passagiere und Besatzungsmitglieder wurden evakuiert, ehe das Schiff in den Hafen von Olbia geschleppt werden konnte.
Im September 2003 wurde die Moby Magic nach Neapel geschleppt, um dort aufgelegt zu werden. Nach zwei Jahren Liegezeit wurde sie im Oktober 2005 nach Genua verlegt. Im Dezember 2005 wurde das Schiff zum Abbruch in die Türkei verkauft. Am 29. Dezember 2005 traf die Moby Magic in Aliağa ein, wo sie in den folgenden Wochen abgewrackt wurde.
Das Schwesterschiff der Moby Magic war die 1976 in Dienst gestellte Manuel Soto, die 1992 als Moby Fantasy an die Moby Lines ging und 2013 ebenfalls in Aliağa abgewrackt wurde.